# Papilio oribazus
Papilio oribazus är en fjärilsart som beskrevs av Jean Baptiste Boisduval 1836. Papilio oribazus ingår i släktet Papilio och familjen riddarfjärilar. Inga underarter finns listade i Catalogue of Life.

## Bildgalleri

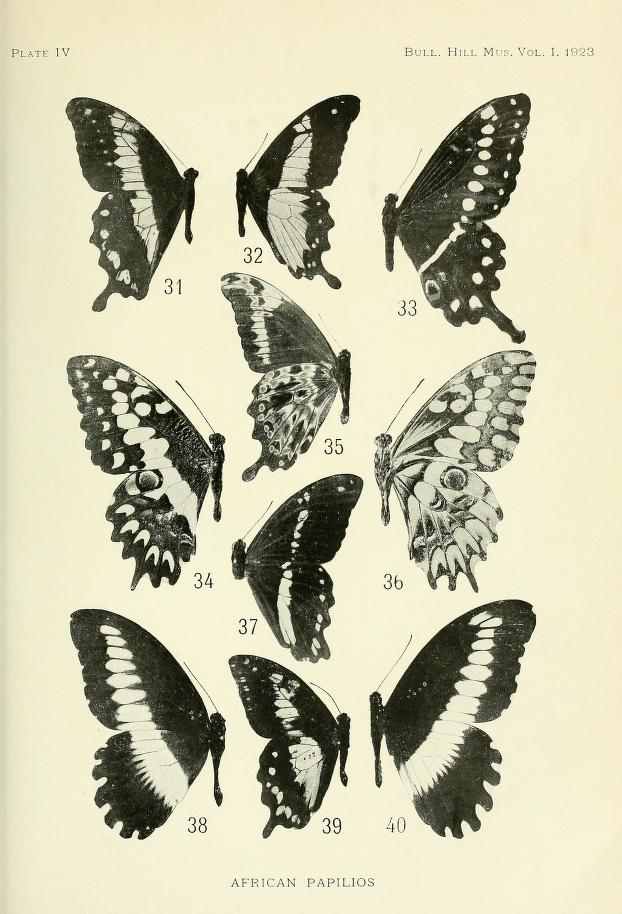
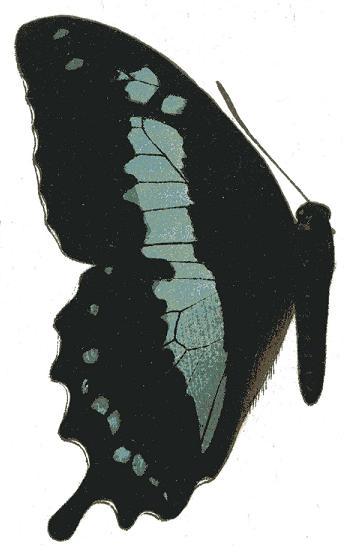
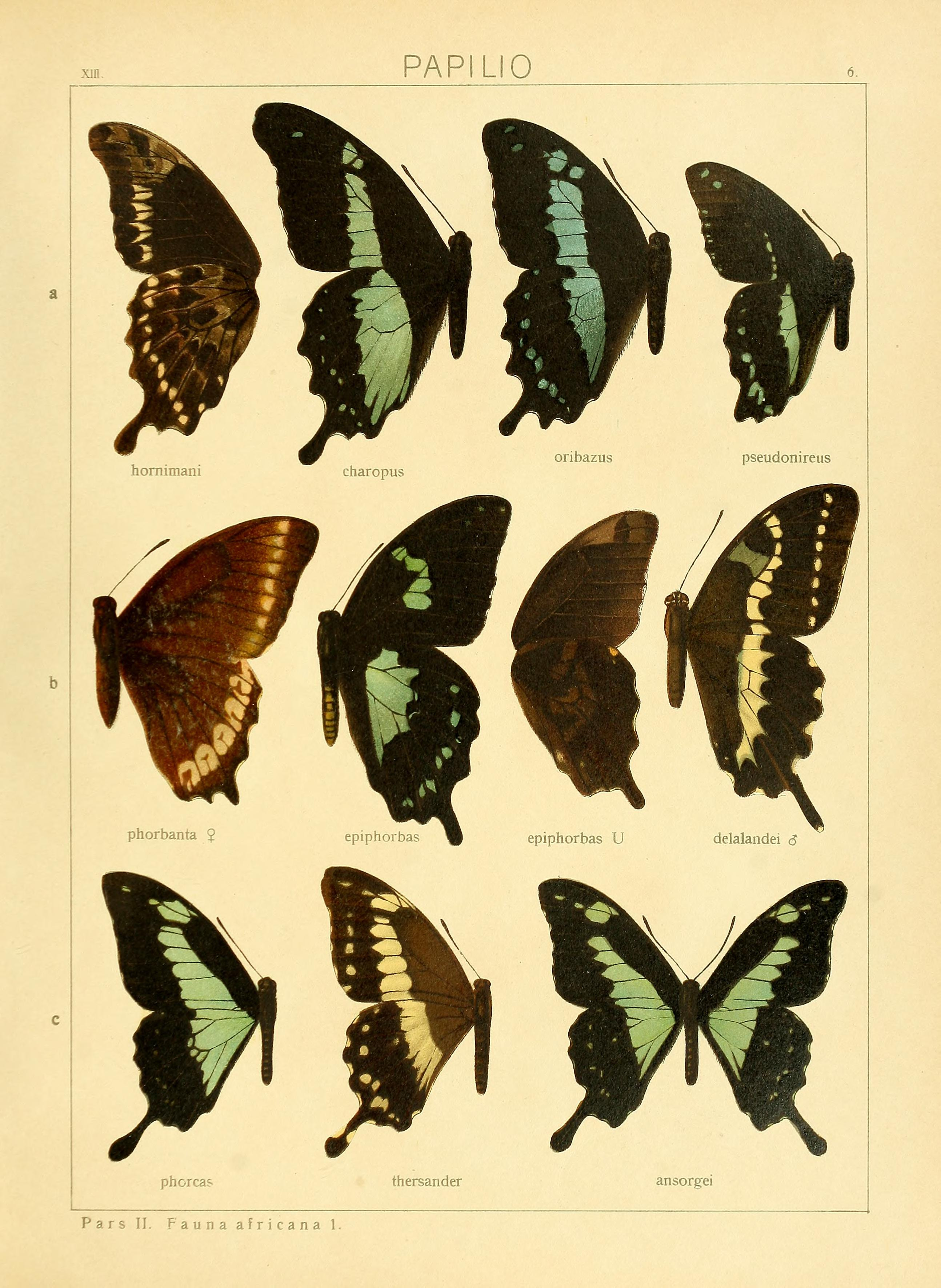